# The Journey of Jared Price
The Journey of Jared Price (tj. Cesta Jareda Priceho) je americký hraný film z roku 2000, který režíroval Dustin Lance Black podle vlastního scénáře. D. L. Black získal v roce 2008 Oscara za nejlepší původní scénář k filmu Milk. The Journey of Jared Price byl jeho prvním celovečerním filmem.

## Děj
Devatenáctiletý Jared přijíždí do Los Angeles z malého města v Georgii, aby se stal hercem. Život kolem sebe si natáčí na kameru. Ve městě se ubytuje v hostelu. Na pokoji s ním bydlí Javier, který je prostitut a občas potřebuje pokoj kvůli schůzce s klientem. Jaredovi se to nelíbí, ale jinou možnost ubytování nemá. Jared získá přes inzerát práci jako pečovatel o slepou paní Haines. Najal ho její syn Matthew, který je filmovým producentem a nemůže sám trávit mnoho času se svou matkou. Jared v hostelu potká Roberta ze sousedního pokoje. Robert je gay, který má o Jareda zájem, ale Jared bližší vztah odmítá. Matthew požádá Jareda, aby se ubytoval v domě jeho matky, aby se o ni mohl starat také v noci. Krátce po přestěhování Matthew Jareda opije a mají spolu sex. Jaredovi se ozve i Robert a Jared se nemůže rozhodnout mezi ním a Matthewem. Teprve později se dozví, že Matthew má stálého partnera Andrewa, a když chce Jareda přemluvit, aby měli sex ve třech, Jared se rozhodne dát výpověď a dát přednost Robertovi. Od paní Haines dostane velké odstupné a společně s Robertem si zařídí vlastní byt.

## Obsazení
| Corey Spears   | Jared Price              |
| Rocki Craigg   | paní Haines              |
| Steve Tyler    | Matthew Haines, její syn |
| Josh Jacobson  | Robert                   |
| Jarrad Webster | spolubydlící Javier      |
| Bryan Shyne    | Andrew                   |
| Gillian Harris | Kate                     |
| Mark Marsh     | recepční v hostelu       |